# گای مدین
گای مدین (انگلیسی: Guy Maddin؛ زادهٔ ۲۸ فوریهٔ ۱۹۵۶) یک کارگردان، فیلم‌نامه‌نویس، و فیلم‌بردار صحنه اهل کانادا است.
وی همچنین برنده جوایزی همچون جایزه امی شده است.

## فیلم‌شناسی

### فیلم های بلند
- قصه های از بیمارستان گیملی (۱۹۸۸)
- فرشتگان مقرب (۱۹۹۰)
- بادقت (۱۹۹۲)
- گرگ و میش حوریان یخی (۱۹۹۷)
- دراکولا : صفحاتی از دفترچه خاطرات یک باکره (۲۰۰۲)
- بزدل ها زانو خم می کنند (۲۰۰۳)
- غمناکترین موسیقی دنیا (۲۰۰۳)
- بر مغز حک کن! (۲۰۰۶)
- وینیپگ من (۲۰۰۷)
- سوراخ کلید (۲۰۱۱)
- اتاق ممنوعه (۲۰۱۵)
- مه سبز (۲۰۱۷)